# Plagodis altruaria
Plagodis altruaria är en fjärilsart som beskrevs av Richard F. Pearsall 1907. Plagodis altruaria ingår i släktet Plagodis och familjen mätare. Inga underarter finns listade i Catalogue of Life.